# Tamara Ching
Pour les articles homonymes, voir Ching.
Tamara Ching est une militante trans américaine de la région de la baie de San Francisco. Également connue sous le nom de God Mother of Polk, elle défend les causes liées aux personnes trans, au VIH et au travail du sexe.

## Enfance et éducation
Ching est née en 1949 et a grandi dans le quartier de Tenderloin à San Francisco, en Californie . Elle est multiraciale et a des ancêtres allemands, hawaïens et chinois. Pendant son adolescence, elle est devenue travailleuse du sexe pour survivre. Ching a été encouragée à aborder les problèmes contemporains liés à son expérience en tant que travailleuse du sexe. Souffrant de diabète et d'hépatite C, elle continue à travailler au sein de la communauté transgenre et des travailleurs et travailleuses du sexe (TDS) depuis les années 1960, et s'efforce de créer un espace pour les jeunes personnes trans.

## Militantisme
Tamara Ching défend, en tant qu'avocate, des personnes transgenres et des travailleurs du sexe.
Elle a également approuvé la proposition K qui visait à décriminaliser la prostitution lors des élections générales, qui n'a pas été adoptée.

## Distinctions honorifiques et récompenses
Un hommage lui est rendu dans une fresque murale de Clarion Alley, qui représente des militantes trans dans le quartier de Mission District, à San Francisco. Cette fresque a été créée en 2012 par l'artiste peintre LGBTQ+ Tanya Wischerath,,,. Elle a reçu le prix du meilleur service rendu à la communauté par le Harvey Milk LGBT Democratic Club, le Visibility Award de la société de prévention contre le VIH GAPA Community HIV Prevention Project, dont elle a également été élue Bénévole de l'année.
Le Sénat de l'État de Californie lui a attribué une Mention élogieuse pour l'ensemble de ses réalisations et de ses actes, et est reconnue par la Team SF comme étant la personne transgenre la plus empouvoirante de San Francisco.

## Vie privée
Tamara Ching vit dans le quartier Tenderloin de San Francisco depuis 1992.

## Publication
- Stranger in Paradise: Tamara Ching's Journey to the Gender Divide A. Magazine 3.1 (1993) : 85-86 [8],[9]

## Interviews
- Screaming Queens: The Riot at Compton's Cafeteria. A documentary by Susan Stryker[10],[11],[12].